# Lentinus

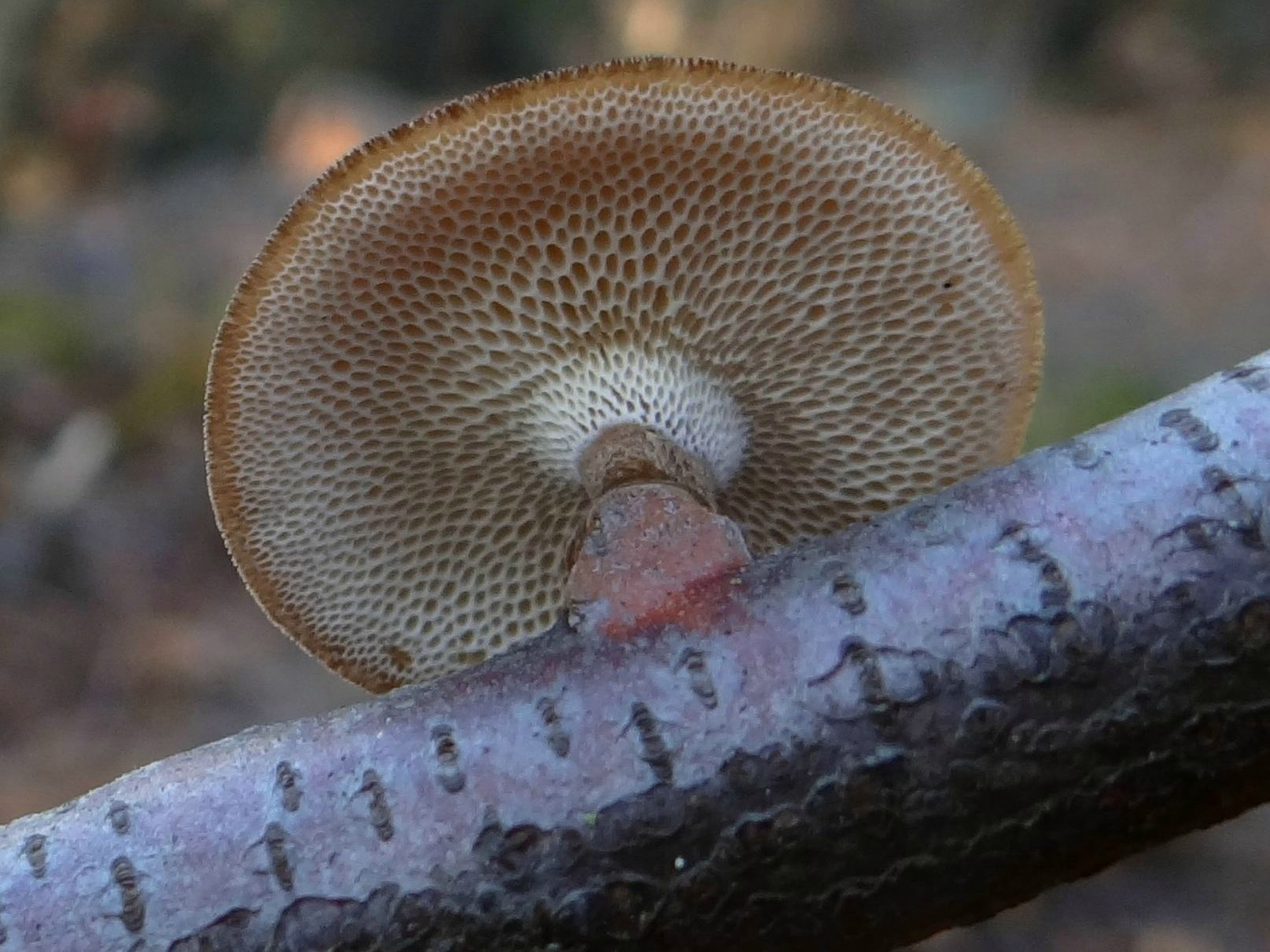
Twardziak zimowy

Lentinus Fr. (twardziak) – rodzaj grzybów z rodziny żagwiowatych (Polyporaceae).

## Charakterystyka
Grzyby rozwijające się na drewnie, a ich owocniki mają kapelusze osadzone na centralnym lub bocznym trzonie.

## Systematyka i nazewnictwo
Pozycja w klasyfikacji: Polyporaceae, Polyporales, Incertae sedis, Agaricomycetes, Agaricomycotina, Basidiomycota, Fungi.
Synonimy naukowe: Digitellus Paulet, Lentodiellum Murrill, Lentodium Morgan, Pocillaria P. Browne.
Nazwę polską podał Stanisław Chełchowski w 1898 r. W polskim piśmiennictwie mykologicznym należące do tego rodzaju gatunki opisywane były także jako bedłka, skórzak, łyczak, łuszczak, boczniak i bocznotrzonowiec.
W wyniku badań prowadzonych a początku XXI wieku nastąpiły duże zmiany w taksonomii tego gatunku. Niektóre gatunki przeniesione zostały do rodzaju Panus, z kolei do rodzaju Lentinus włączone zostały gatunki wcześniej zaliczane do rodzaju Polyporus (żagiew).
Gatunki występujące w Polsce:
- Lentinus arcularius (Batsch) Zmitr. 2010 – twardziak włosistobrzegi
- Lentinus brumalis (Pers.) Zmitr. 2010 – twardziak zimowy
- Lentinus substrictus (Bolton) Zmitr. & Kovalenko 2016[5] – twardziak orzęsiony[6]
- Lentinus tigrinus (Bull.) Fr. 1825 – twardziak tygrysi

Nazwy naukowe na podstawie Index Fungorum. Wykaz gatunków i nazwy polskie według Władysława Wojewody i innych.